# E04
|  | No s'ha de confondre amb E004. |

La ruta europea E04, E4 o E-4 passa per Finlàndia i Suècia amb una extensió de 1.590 km. Comença a la ciutat de Tornio, al nord de Finlàndia, i de fet, només transcorre per aquest país 800 m. Després travessa la frontera cap a Suècia, on continua cap al sud al Golf de Bòtnia fins a la ciutat de Gävle. Des d'aquí segueix una ruta més interior també cap al sud fins a Estocolm. D'allà gira cap al sud-oest fins al llac Vättern des d'on va cap al sud fins a acabar a la ciutat de Helsingborg a Suècia, al port d'on surt el ferri cap a Helsingør a Dinamarca.
En el nou sistema de numeració de les rutes europees estava planejat que formés part de la E55, però va mantenir l'antiga nomenclatura perquè els costos del canvi dels senyals en el llarg tram de Suècia eren massa alts. Des de Helsingborg fins a Björklinge la ruta transcorre quasi completament per autopista. Aquesta autopista està ampliada fins a Gävle i és previst que s'obri al trànsit el 2007.

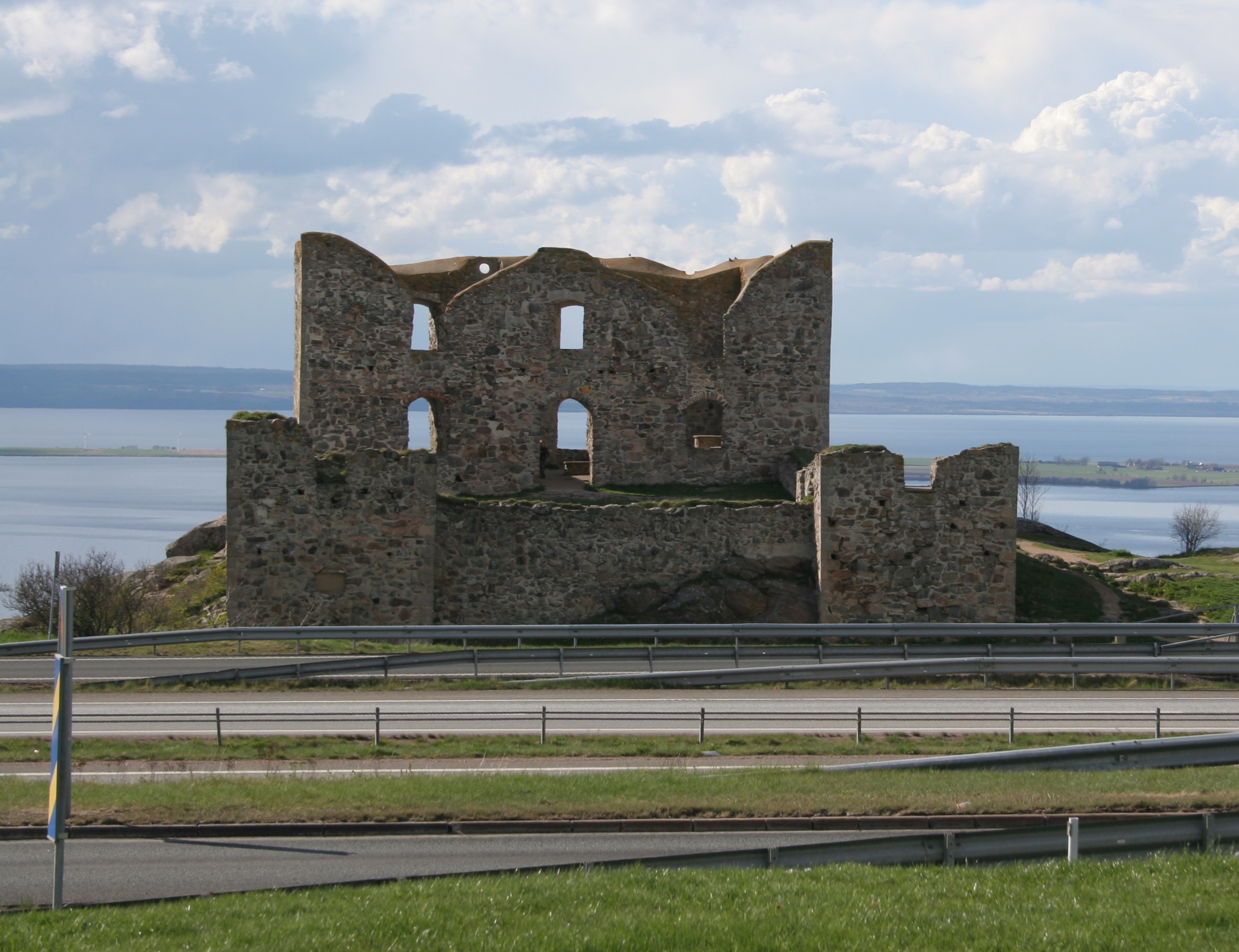
E04 a 180 m del llac Vättern

A Suècia, aquesta ruta passa per aquestes ciutats
Haparanda, Luleå,Skellefteå,Umeå,Örnsköldsvik,Härnösand,Sundsvall,Hudiksvall, Söderhamn, Gävle,Uppsala, Märsta, Estocolm, Nyköping,Norrköping, Linköping, Jönköping, Ljungby, Helsingborg